# Longboat Key
Longboat Key è una città statunitense nello stato della Florida, il cui territorio si divide in parti quasi eguali fra le due contee di Sarasota e di Manatee. Essa si trova in parte sul cordone litoraneo di isole che prende lo stesso nome.